# Cartosio
Cartosio és un municipi situat al territori de la província d'Alessandria, a la regió del Piemont, (Itàlia).
Limita amb els municipis de Castelletto d'Erro, Cavatore, Malvicino, Melazzo, Montechiaro d'Acqui, Pareto i Ponzone.
Pertanyen al municipi les frazioni d'Arbiglia, Camugno, Catalana, Colombara, Ferrari, Gaini, Garini, Licot-Garrone, Pesca, Rivere, Saquana i Viazzi.

## Galleria fotografica

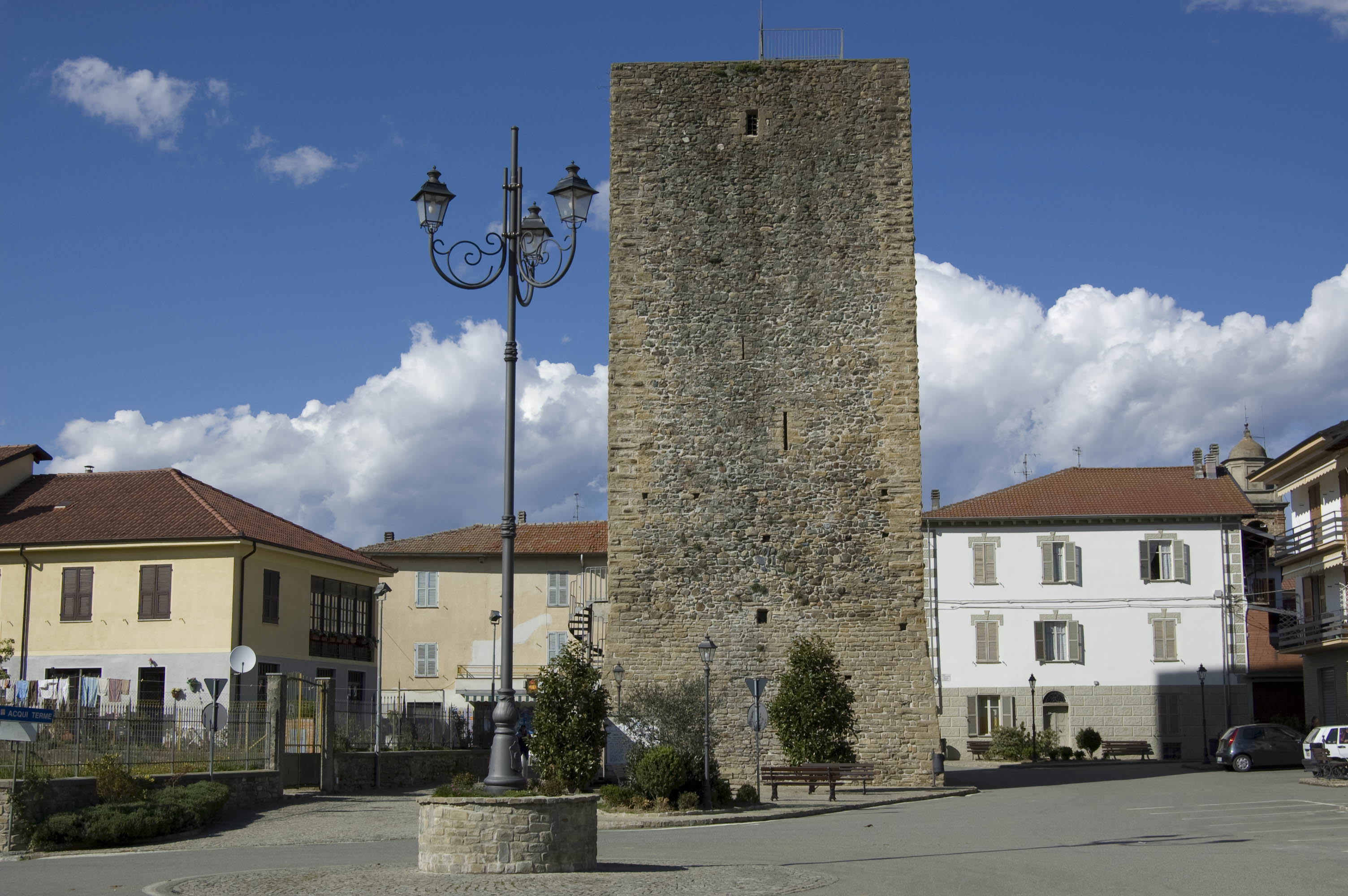
Torre Medieval
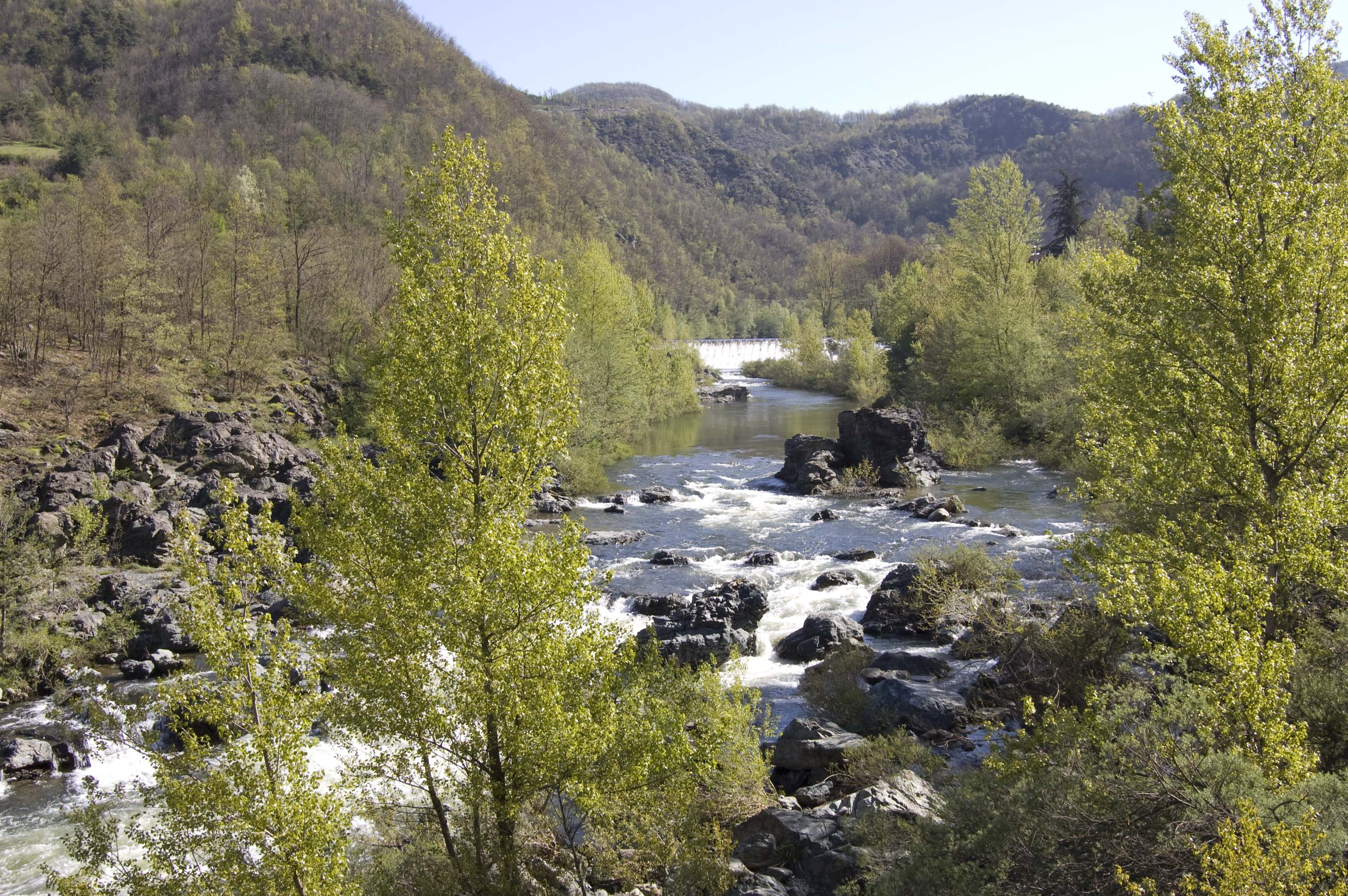
Torrent Erro